# José Jesús Mesas
José Jesús Mesas Puerta (Madrid, España, 24 de diciembre de 1968) es un exfutbolista y agente de futbolistas español.

## Clubes
| Club                   | País    | Año       |
| ---------------------- | ------- | --------- |
| Real Madrid C. F. "C"  | España  | 1989-1992 |
| C. D. Leganés          | España  | 1992-1998 |
| Real Sporting de Gijón | España  | 1998-2000 |
| Dundee F. C.           | Escocia | 2000      |
| Lorca C. F.            | España  | 2000-2001 |
| Real Ávila C. F.       | España  | 2001-2003 |